# Villogorgia mabalith
Villogorgia mabalith is een zachte koraalsoort uit de familie Plexauridae. De koraalsoort komt uit het geslacht Villogorgia. Villogorgia mabalith werd in 2000 voor het eerst wetenschappelijk beschreven door Grasshoff. 